# Montécu

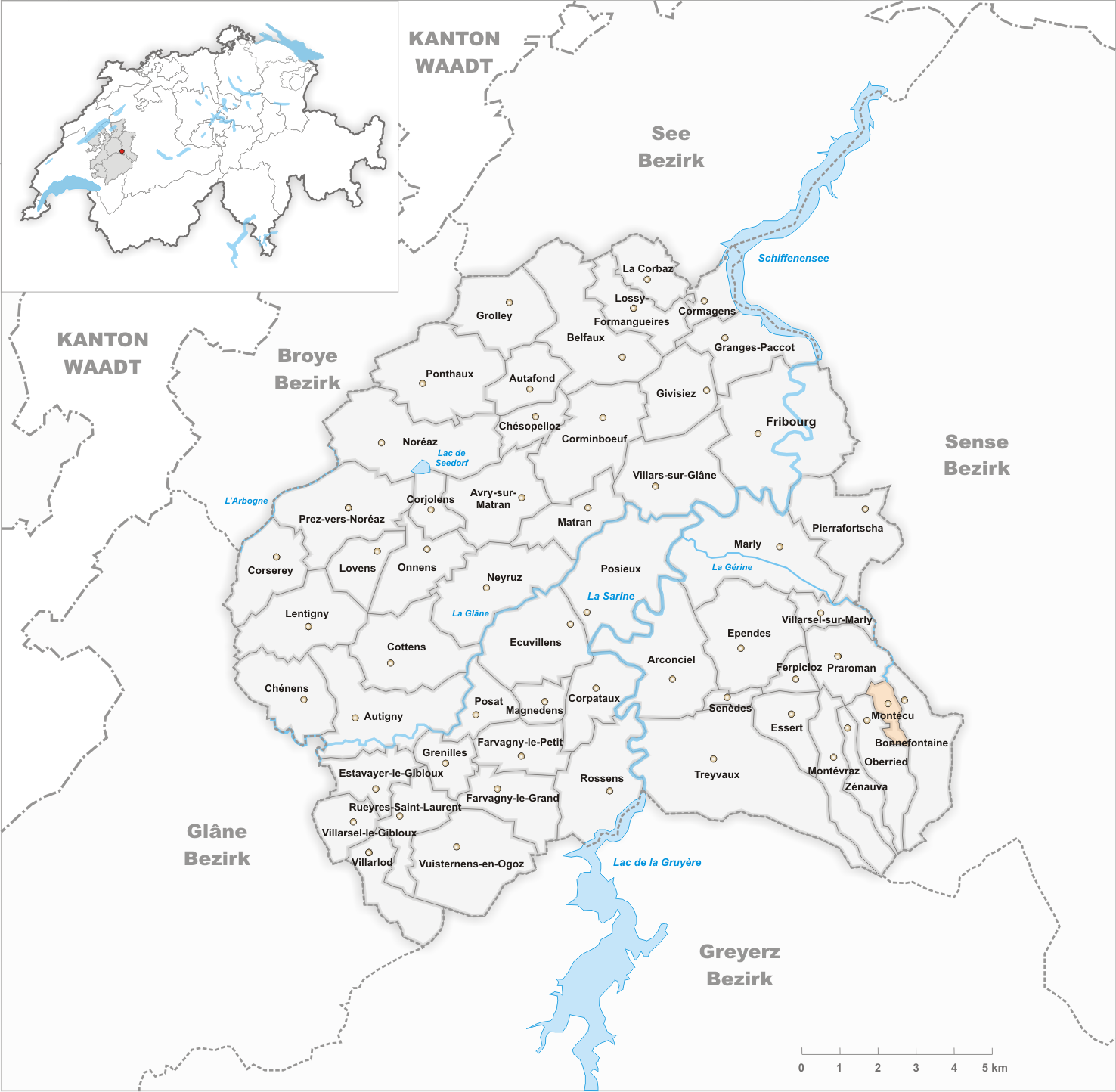
Gemeindestand vor der Fusion am 1. Januar 1989

Montécu ist eine Ortschaft und früher selbständige politische Gemeinde im District de la Sarine (deutsch: Saanebezirk) des Kantons Freiburg in der Schweiz. Am 1. Januar 1989 wurde Montécu nach Bonnefontaine eingemeindet. Bonnefontaine wurde auf den 1. Januar 2003 mit fünf weiteren Gemeinden zur neuen Gemeinde Le Mouret zusammengeschlossen.

## Geographie
Montécu liegt auf 765 m ü. M., acht Kilometer südsüdöstlich der Kantonshauptstadt Freiburg (Luftlinie). Das Dorf erstreckt sich auf einem Sattel am westlichen Talhang des Ruisseau de Montécu, im Hügelland am Nordfuss der Alpen. Die ehemalige Gemeindefläche betrug rund 1,0 km². Sie wurde im Norden durch den Ruisseau du Pontet, im Osten durch den Ruisseau de Montécu begrenzt und reichte nach Südwesten auf die Höhe bei Sonnenwil (869 m ü. M.).

## Bevölkerungsentwicklung
Mit 167 Einwohnern (1988) zählte Montécu vor der Fusion zu den kleinen Gemeinden des Kantons Freiburg. Im Jahr 1930 hatte das Dorf 96 Einwohner, 1960 nur noch 67 Einwohner. Durch das Wachstum des Weilers Le Pafuet (741 m ü. M.; im Tal des Ruisseau du Pontet), dessen östlicher Teil zu Montécu gehörte, wurde danach ein deutlicher Bevölkerungsanstieg verzeichnet.
Einwohnerzahlen: Volkszählungsdaten

## Wirtschaft
Montécu lebt noch heute von der Landwirtschaft, insbesondere vom Ackerbau und von der Viehzucht. Südöstlich des Dorfes befindet sich ein Campingplatz.

## Verkehr
Das Dorf liegt abseits der grösseren Durchgangsstrassen, die Hauptzufahrt erfolgt von Le Mouret. Durch die Buslinie der Transports publics Fribourgeois, die von Freiburg nach Bonnefontaine verkehrt, ist der Ortsteil Le Pafuet an das Netz des öffentlichen Verkehrs angebunden.

## Geschichte
Die erste urkundliche Erwähnung des Ortes erfolgte 1285 unter dem Namen Monticum; von 1323 ist die Bezeichnung Monticon überliefert. Der Ortsname geht auf das spätlateinische Adjektiv monticus (bergig, gebirgig) zurück.
Im Verlauf des 15. Jahrhunderts gelangte Montécu unter die Herrschaft von Freiburg und wurde der Alten Landschaft (Burgpanner) zugeordnet. Nach dem Zusammenbruch des Ancien Régime (1798) gehörte das Dorf während der Helvetik zum Bezirk La Roche und ab 1803 zum Bezirk Freiburg, bevor es 1848 mit der neuen Kantonsverfassung in den Saanebezirk eingegliedert wurde. Kirchlich gehörte Montécu seit dem 17. Jahrhundert zu Praroman und seit 1898 zu Bonnefontaine.